# Yamanami Keisuke
Yamanami Keisuke, aufgrund einer alternativen Leseart der Schriftzeichen auch Sannan genannt (jap. 山南 敬助, * 1833; † 20. März 1865) war ein japanischer Samurai der Bakumatsu-Zeit und Vize-Kommandeur der Polizeieinheit Shinsengumi, die in Kyōto stationiert war.

## Biografie
Seine Herkunft ist ungeklärt, es wird aber vermutet, dass er der Sohn eines Kenjutsu Lehrers aus dem Daimyat Sendai war.
Yamanami wurde von Chiba Shūsaku Narimasa, dem Gründer der Hokushin Itto-ryu Schule, ausgebildet. Er muss den Meistertitel (menkyo kaiden) vor 1860 erreicht haben. Sein Schwert trug den Namen Sekishin Okikō. Er soll ein kleiner, blasser Mann gewesen sein.
Als er 1860 von Kondō Isami in einem Duell besiegt wurde, schrieb er sich im Shieikan Dōjō ein, in dem im Stil der Tennen Rishin Ryu Schule unterrichtet wurde und der von Kondōs Adoptivvater und seit 1861 von Kondō geführt wurde.
Yamanami war nicht nur literarisch gebildet, sondern auch in der Schwertkunst sehr geschickt. Außerdem soll er ein sehr milder und freundlicher Mensch gewesen sein. Daher wurde er auch vom Cheftrainer des Dōjos, Okita Sōji (damals noch Okita Sōjirō genannt), sehr bewundert und „großer Bruder“ genannt.
1863 trat Yamanami zusammen mit Kondō und Okita wie auch anderen Schülern des Dōjos, Hijikata Toshizō, Nagakura Shinpachi und Harada Sanosuke der Rōshigumi, einer Samuraitruppe, bei.

### Shinsengumi
Diese Samuraitruppe wurde später in Shinsengumi umbenannt. Dort wurde Yamanami Vize-Kommandeur, zusammen mit Hijikata Toshizō und Niimi Nishiki, der ursprünglich Kommandant, später jedoch degradiert worden war.
Obwohl nicht restlos geklärt, soll Yamanami eines der Mitglieder gewesen sein, die bei Serizawa Kamos Ermordung 1863 beteiligt gewesen waren. Nachdem die Shinsengumi zusätzlich von Serizawas Anhängern gesäubert worden ist, war Yamanami nun einer von zwei verbliebenen Vize-Kommandeuren.
Er nahm allerdings nicht an der Stürmung des Ikedaya 1864 teil, er bewachte stattdessen das Hauptquartier.

### Tod
Einige Zeit nach dem Ikedaya-Vorfall desertierte er aus unbekannten Gründen und floh nach Ōtsu. Kondo sandte Okita aus, um ihn zurückzuholen. Da er gefasst wurde, beging er am 20. März 1865 (am 23. Februar nach dem Mondkalender) auf Befehl hin Seppuku, mit Okita als seinem Sekundanten.
Es gibt mehrere Theorien zu seinem Fluchtversuch, einschließlich der, dass er Selbstmord beging, ohne die Shinsengumi verlassen zu haben. In Romulus Hillsboroughs Buch Shinsengumi: the Shogun’s last Samurai Corps steht dazu folgendes:

„Die Probleme mit Yamanami scheinen aus einem Streit über Philosophie entsprungen zu sein, obwohl Shimosawa auch eine bittere Rivalität mit dem anderen Vize-Kommandeur, Hijikata Toshizo, nennt. Yamanami war anscheinend über die in letzter Zeit überzogene Selbstherrlichkeit von Kondo und Hijikata verärgert. Er meinte, dass sie das eigentliche Ziel, für das die Mitglieder des Shieikan sich freiwillig für das „loyale und patriotische“ Corps gemeldet haben, vergessen hätten. Der unnachgiebige Wille zur Macht habe seine einstigen Freunde ihre früheren patriotischen Ideale weniger wichtig erscheinen lassen. Den meisten Quellen zufolge, habe sich Yamanamis Ärger irgendwann Anfang 1865 verschlimmert, als Kondo und Hijitaka beschlossen, das Hauptquartier in den Nishi Hongan-ji im Südwesten der Stadt zu verlegen, da sie mit den beengten Räumlichkeiten des Mibu Hauptquartiers nicht zufrieden waren. Die Priester des Tempels waren darob sehr verwirrt. Ihre Versuche, der Shinsengumi eine Absage zu erteilen, wurden von Kondo und Hijitaka ignoriert. Yamanami sprach sich dagegen aus, da er dies als eine Nötigung buddhistischer Würdenträger betrachtete. „Es gibt sicherlich viele andere passende Orte“ mahnte er Kondo und legte ihm nahe, die Entscheidung zu überdenken. Aber sein Kommandeur überdachte es nicht und Yamanami beschloss, den Preis zu zahlen. Er dichtete einen Abschiedsbrief, in dem er erklärte, warum er nicht länger guten Gewissens sein Leben unter Kondos Kommando riskieren könne. Dann desertierte er.“

Obwohl die Ursache für seine Desertion nach wie vor nicht geklärt ist, ist das die gemeinhin akzeptierte Theorie. Es muss allerdings hinzugefügt werden, dass Hillsboroughs Quelle bezüglich der Rivalität Yamanamis und Kondos vor allem Shimosawa Kans Buch Shinsengumi Shimatsuki ist, welches als historischer Roman gewertet wird und keinesfalls ein Sachtext ist.
Yamanami wurde am Koen-Tempel in Kyōtō begraben.

## Sonstiges
Die im Manga Peace Maker Kurogane vorkommende Figur der Prostituierten Akesato existierte wirklich. Yamanami hatte eine Mätresse dieses Namens in Kyōto.

## In der Literatur
Die Figur Yamanamis wird in den Manga Peace Maker Kurogane, Hakuōki Shinsengumi Kitan, Kaze Hikaru, Shinsengumi Imon Peacemaker, Getsumei Seiki und dem Videospiel Bakumatsu Renka Shinsengumi aufgegriffen.
In der japanischen TV-Serie, die sich um die Shinsengumi dreht und 2004 auf NHK ausgestrahlt wurde, wird er von Sakai Masato gespielt. Auch in dem historischen Roman Shinsengumi Keppuroku wird er erwähnt.